# Quercus deamii
Quercus deamii är en bokväxtart som beskrevs av William Trelease. Quercus deamii ingår i släktet ekar, och familjen bokväxter. Inga underarter finns listade.